# Temerin
Temerin (in serbo Темерин?) è una città e una municipalità del Distretto della Bačka Meridionale al centro della provincia autonoma della Voivodina.

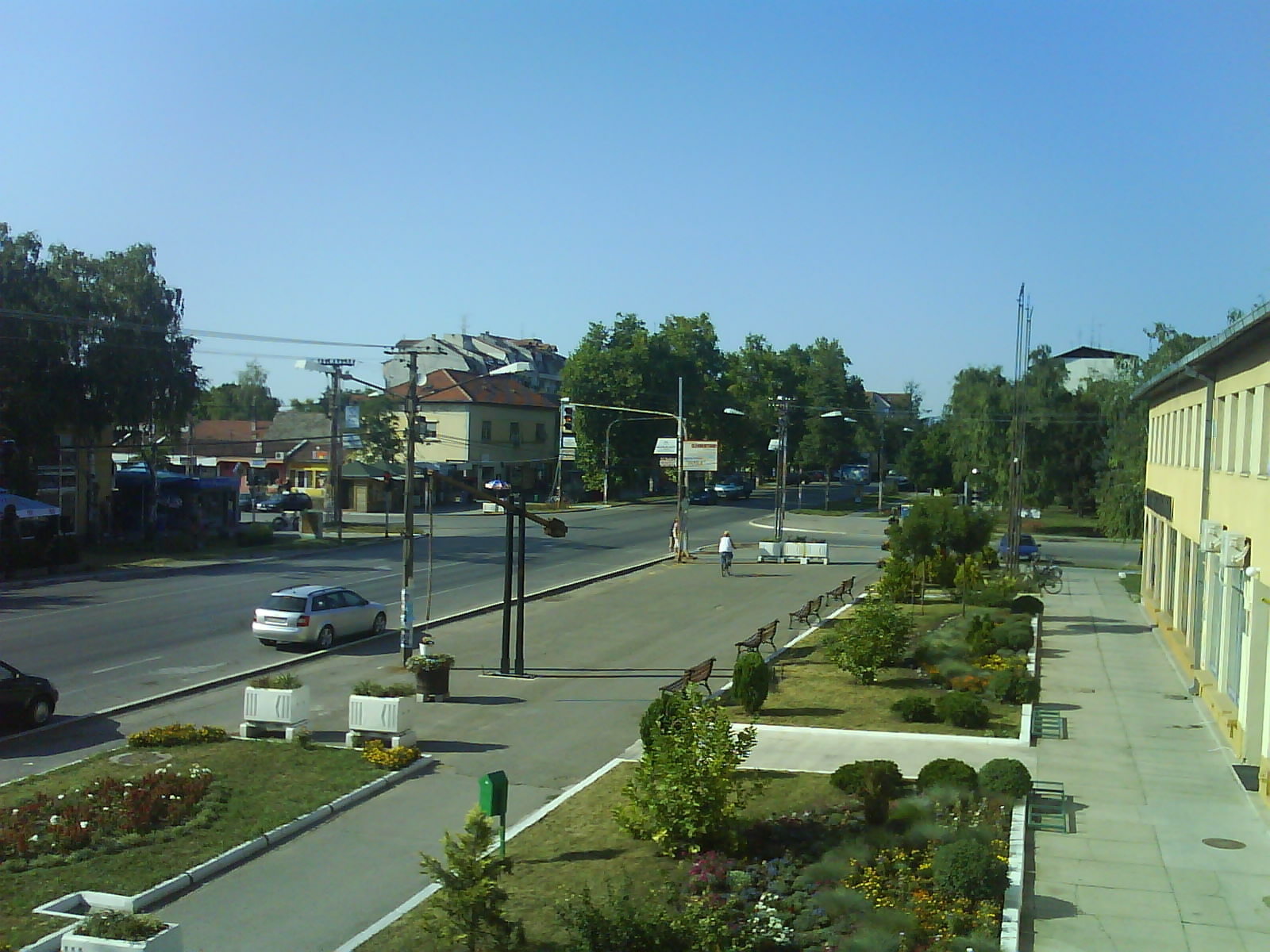
Temerin

## Amministrazione

### Gemellaggi
- Jánoshalma[2]